# ومبت شمالي
ومبت شمالي (الاسم العلمي: Lasiorhinus krefftii) (بالإنجليزية: northern hairy-nosed wombat)‏ هو نوع من الثدييات يتبع جنس الومبت المشعر الخطم من فصيلة الومبتيات.